# Hobøl
Hobøl war eine norwegische Kommune in der Provinz (Fylke) Østfold. Zu den bedeutendsten Ortschaften gehören Tomter, Knapstad, Ringvoll und Elvestad. Die Europastraße 18 führte durch die Kommune.
Hobøl ging zum 1. Januar 2020 in die neu gegründete Kommune Indre Østfold über.